# Кобильники (Познанський повіт)
Кобильники (пол. Kobylniki) — село в Польщі, у гміні Рокетниця Познанського повіту Великопольського воєводства.
Населення — 429 осіб (2011).
У 1975-1998 роках село належало до Познанського воєводства.

## Демографія
Демографічна структура станом на 31 березня 2011 року:
|          | Загалом | Допрацездатний вік | Працездатний вік | Постпрацездатний вік |
| -------- | ------- | ------------------ | ---------------- | -------------------- |
| Чоловіки | 212     | 44                 | 157              | 11                   |
| Жінки    | 217     | 36                 | 144              | 37                   |
| Разом    | 429     | 80                 | 301              | 48                   |